# Colorado Adventure
Colorado Adventure is een mijntreinachtbaan in Phantasialand in Brühl in Duitsland en werd geopend op 11 mei 1996 door Michael Jackson. De achtbaan, gebouwd door het Nederlandse bedrijf Vekoma, is te vinden in het themagebied Mexico. Vlak langs deze attractie loopt de boomstamattractie Chiapas.

## Beschrijving

### Thema
Colorado Adventure heeft een Mexicaans thema. De bergen, waar hij doorheen gaat, heten de Smokey Mountains.

### Locatie
Colorado Adventure ligt in het Mexicaanse gedeelte van het park. De attractie ligt echter wel in een deel van Mexico dat alleen te bereiken is via Deep in Africa of China Town.

### Treinen
Colorado Adventure heeft vier treinen. Per trein zijn er zes wagentjes. In één wagen kunnen 6 personen, met uitzondering van het eerste wagentje, daar kunnen maar twee personen in. Het totaal aantal personen per trein is 32.

## The Michael Jackson Thrill Ride

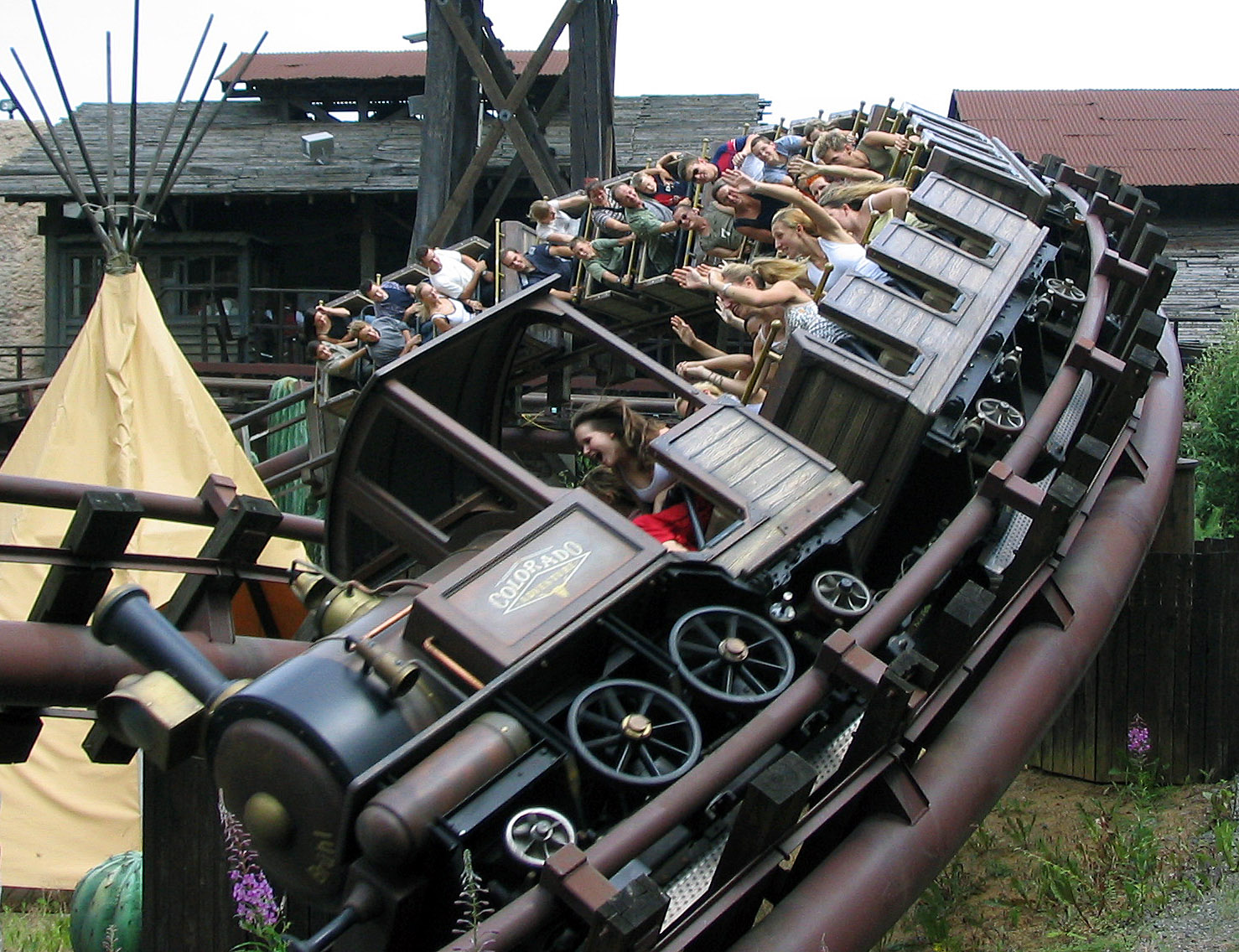
Colorado Adventure - The Michael Jackson Thrill Ride

Op 11 mei 1996 opende Michael Jackson de Colorado Adventure. Sindsdien heeft de achtbaan de bijnaam Colorado Adventure - The Michael Jackson Thrill Ride.